# رود جدت
رود چدت (التي قد تُقرأ أيضًا روددت) هو اسم امرأة مُتخيلة من مصر القديمة تظهر كشخصية بطولية في قصة وردت في بردية وستكار الأسطورية. يُقال إنها قد حققت نبوءة من خلال ولادتها لثلاثة ملوك مستقبليين، وهو ما تم التنبؤ به خلال حكم الملك خوفو (من الأسرة الرابعة) بواسطة كاهن مرتل يُدعى ددي.

## الشخصية الأدبية
تظهر رود جدت فقط في القصة الخامسة من بردية وستكار؛ ولم يتم اكتشاف أي دليل أثري أو تاريخي على وجودها. ومع ذلك، فهي موضوع اهتمام كبير لدى المؤرخين وعلماء المصريات، حيث أن قصتها تقدم معلومات عن تتابع تسلم السلطة في بداية الأسرة الخامسة وامرأتين ملكيتين.

## عجائب رود جدت
وفقًا لبردية وستكار، كانت رود جدت تعاني من آلام شديدة أثناء الولادة، حيث كانت تحمل ثلاثة توائم. قال الإله رع، سيد ساخبو، للآلهة إيزيس، نفتيس، مسخنت، حقت، وخنوم: "اذهبوا إلى رود جدت وساعدوها على تحرير نفسها من أطفالها الثلاثة الذين لا يزالون في رحمها. هؤلاء الأطفال سيشغلون يومًا ما مناصب عظيمة في المملكة بأسرها. حتى يتمكنوا من بناء المعابد لكم، والاعتناء بمذابح تقديماتكم، وزيادة الأضاحي المخصصة لكم." 
امتثلت الآلهة للأمر وتوجهوا إلى منزل رود جدت بعد أن تحولوا إلى راقصين موسيقيين. أما خنوم، فقد تحول إلى حمَّال. عندما وصلوا إلى منزل رود جدت، وجدوا زوجها، رع وسر، واقفًا عند العتبة مرتديًا مئزره مقلوبًا وهو قلق بشأن حالها. أظهرت الإلهات له المنات والصلاصل.
قال رع وسر للإلهات: "انظروا، هناك امرأة هنا تتألم بشدة بسبب صعوبة ولادتها."  ردت الإلهات: "دعنا نراها، فنحن نعرف كيف نخفف معاناتها."  قال رع وسر: "تفضلوا بالدخول!" 
دخلت الإلهات المنزل وتوجهن إلى الطابق العلوي حيث كانت رود جدت ترقد في ألم. أغلقن الغرفة وبدأت إيزيس تقف أمام رود جدت لتستعد لاستقبال الأطفال. تولت نفتيس موقعها خلف رود جدت، بينما ساعدت حقت في تسريع الولادة.
قالت إيزيس: "يا من يدعى وسر راف (لقبوه كذلك بمعنى القادر بكلمته)، لا تكن قويًا جدًا في رحمها."  خرج الطفل الأول بسرعة. كان طفلًا يتمتع بصحة جيدة، طوله ذراع واحد، عظامه متينة، وأطرافه تبدو كأنها مصنوعة من الذهب. كان تاجه مصنوعًا من اللازورد الحقيقي. بعد أن تم قطع الحبل السري وتنظيف الطفل، وُضع في سرير من الطوب ومغطى بأغطية ناعمة. جعل خنوم جسده قويًا. اقتربت مسخنت وقالت: "هذا ملك سيتولى حكم البلاد بأكملها!" 
بعد ولادة الطفل الأول، عادت إيزيس إلى موقعها أمام رود جدت، وقالت: "يا من يدعى ساحو رع، توقف عن الركل في رحمها."  خرج الطفل الثاني بسرعة أيضًا، وكان يتمتع بالمظهر المدهش نفسه كالطفل الأول. وبعد أن قطعت مسخنت حبله السري، باركته بقولها: "هذا ملك سيتولى حكم البلاد بأكملها!" 
للمرة الثالثة، وقفت إيزيس أمام رود جدت وقالت: "يا من يدعى كاكو، توقف عن العمى في رحمها."  وخرج الطفل الثالث، وباركته مسخنت بنفس البركة.
بعد ولادة الأطفال الثلاثة، غادرت الإلهات الغرفة وأخبرن رع وسر: "يا لسعادتك! لقد وُلد لك ثلاثة أطفال!"  رد رع وسر بامتنان قائلاً: "سيداتي! ماذا يمكنني أن أفعل من أجلكن؟ خذوا الشعير الخاص بي إلى الحمَّال الخاص بكن وقبلوه كهدية لإعداد البيرة." 
حمل خنوم أوعية الشعير، وبدأت الإلهات بالعودة إلى موطنهن. وفي الطريق، قالت إيزيس لرفيقاتها: "لماذا جئنا هنا؟ أليس لأجل هؤلاء الأطفال؟ ما نفع زيارتنا إن لم نصنع معجزة لهم؟ لن يكون هناك ما نقوله لوالدهم، الذي دعا حضورنا." 
قامت الإلهات بصنع ثلاثة تيجان ملوكية للأطفال، وأخفوها داخل أوعية الشعير. ثم استحضروا مطرًا غزيرًا كذريعة للعودة إلى منزل رع وسر. وعند عودتهن، طلبن منه تخزين الشعير في غرفة مغلقة حتى يرجعن من أداء الموسيقى في الشمال. 
بعد بضعة أسابيع، سألت رود جدت خادمتها: "هل تم تجهيز منزلنا بكل الأشياء الجيدة؟" 
فأجابت الخادمة: "تم تجهيزه بكل الأشياء الجيدة، باستثناء بعض جرار الجعة، فهي لم تُجلب بعد." 
استفسرت رود جدت: "ولماذا لم تُجلب الجرار المملوءة بالجعة؟" 
فقالت الخادمة: "ليس هناك ما يمكن أن نُصنعها به، إلا من الشعير الخاص بهؤلاء الموسيقيين، الشعير الذي تم تخزينه وإغلاقه." 
أمرت رود جدت: "اذهبي وخذي بعضًا منه، وسيتولى رع وسر تعويضه عند عودته إلى المنزل." 
فتحت الخادمة غرفة التخزين، وفجأة سمعت موسيقى واحتفالات وهتافات قادمة من بعيد، وكان الجو احتفاليًا يشبه الاحتفالات المخصصة للتتويج الملكي. شعرت الخادمة بالدهشة وأخبرت رود جدت بكل ما حدث.
دخلت رود جدت الغرفة أيضًا، وسمعت الأصوات الاحتفالية نفسها. مدفوعة بالفضول، وضعت أذنيها على كل صندوق وجرّة، إلى أن اكتشفت أن الأصوات تأتي من جرار الشعير الخاصة بالموسيقيين.
عندما أدركت رود جدت الموقف، أخبرت رع وسر بكل ما حدث. قضى كلاهما بقية اليوم في الاحتفال. 
في أحد الأيام، كانت رود جدت تتجادل مع خادمتها، وانتهى الجدال بمعاقبة الخادمة بالضرب. غاضبةً، قالت الخادمة: "أهذا هو السبب؟ أهو بسبب الملوك الثلاثة الذين أنجبتهم؟ سأذهب لتقديم شكوى إلى ملك مصر السفلى ومصر العليا، خوفو، صادق الصوت!" 
غادرت الخادمة المنزل وتوجهت إلى شقيقها الأكبر. كان جالسًا بجانب والدته، منهمكًا في ربط الكتان والغزل. عندما رآها، قال: "إلى أين تذهبين، أيتها الصغيرة؟" 
فأخبرته الخادمة بما تخطط له. رد الشقيق قائلاً: "هل يُعقل أن تأتي إلي فقط لتجعليني أشارك في الخيانة؟"  ثم غضب وضربها هو الآخر.
غادرت الخادمة لتجلب بعض الماء، فخطفها تمساح. عندها ذهب الشقيق إلى رود جدت ليخبرها بما حدث. كانت رود جدت جالسة عند العتبة، تبكي.
سألها الشقيق: "لماذا تبكين، سيدتي؟"  أجابت رود جدت: "إنه بسبب تلك الفتاة الصغيرة التي نشأت في هذا المنزل. انظر، لقد غادرت لتقديم شكوى [...]  إلى الملك." 
رد الشقيق قائلاً: "انظر، لقد جاءت إلي لتخبرني [...]  أن أذهب معها، ولكنني ضربتها وأرسلتها بعيدًا. وعندما ذهبت لجلب بعض الماء، خطفها تمساح." 

## الأساس الأثري
في عام 2009، أثبتت الاكتشافات الأثرية في أبو صير، الجبانة الملكية للأسرة الخامسة، أن نفر إر كا رع كان في الواقع ابن ساحو رع (الذي كان ابن وسر كاف). يعتقد علماء المصريات الآن أن قصة رود جدت مبنية على دمج بين امرأتين ملكيتين تاريخيتين تُدعيان خنتكاوس. الأولى، خنتكاوس الأولى، عاشت خلال الأسرة الرابعة وقد تكون قد أنجبت ملكين، بينما الثانية، خنتكاوس الثانية، كانت أمًا لملكين من الأسرة الخامسة، هما نفرف رع وني وسر رع إيني. الفرضية هي أنه عندما كان ني وسر رع إيني على العرش، قام بإحياء عبادة خنتكاوس الأولى، حيث وفرت التشابهات بين المرأة الأولى والثانية رابطًا نسبيًا يربطه بأسلافه من الأسرة الرابعة.
يعتقد عالم المصريات جون نولان أن التماثل بين شخصية رود جدت في القصة وارتباطها بالمرأتين الملكيتين قد تم التأكيد عليه بحيث يستطيع ني وسر رع إيني شرعنة حكمه بعد الأوقات المضطربة التي تلت وفاة نفرف رع. قد تكون هذه القصة قد ساعدت في تحديده كملك ثالث تم إدراجه في قصة أسطورية عن نبوءة، رغم أن ذلك لم يتوافق مع السجلات التاريخية لكل من المرأتين.

## روابط خارجية
- The Westcar Papyrus – University College London
- Westcar Papyrus Translation – Turner Enterprises